# Arman Chilmanov
Arman Chilmanov, né le 20 avril 1984 à Temirtaou, est un taekwondoïste kazakhstanais.

## Palmarès

### Jeux olympiques
- Médaille de bronze des +80 kg aux Jeux olympiques 2008 à Pékin, (Chine)

### Championnats du monde
- Médaille de bronze des +87 kg du Championnat du monde 2009 à Copenhague, (Danemark)
- Médaille de bronze des -84 kg du Championnat du monde 2007 à Pékin, (Chine)

### Championnats d'Asie
- Médaille d'argent des +87 kg du Championnat d'Asie 2012 à Hô-Chi-Minh-Ville, (Viêt Nam)
- Médaille d'argent des +87 kg du Championnat d'Asie 2010 à Astana, (Kazakhstan)
- Médaille de bronze des +84 kg du Championnat d'Asie 2008 à Bangkok, (Thaïlande)
- Médaille d'or des -84 kg du Championnat d'Asie 2006 à Bangkok, (Thaïlande)

### Jeux asiatiques
- Médaille de bronze des +87 kg aux Jeux asiatiques de 2010 à Canton, (Chine)
- Médaille de bronze des -84 kg aux Jeux asiatiques de 2006 à Doha, (Qatar)
- Médaille de bronze des -84 kg aux Jeux asiatiques de 2002 à Pusan, (Corée du Sud)